# Resorte (banda)
Resorte es una banda mexicana de nu metal, formada en el año 1995 en Ciudad Satélite en el Estado de México.

## Historia
Tavo, Juan Chávez y Carlos Hernández formaron el grupo en 1995. El nacimiento de la banda se produjo en sincronía con el surgimiento de un estilo musical llamado nu metal, que grupos como Deftones y KoRn ya habían sido la promoción en los EE. UU. Ese mismo año, Resorte hizo un vídeo musical independiente de "América" que fue primer logro de la banda y se convertiría en el himno de la banda. Este vídeo cayó en manos de MTV y comenzó a recibir el juego del cable, lo que permitió al grupo a ser conocido.
Después de muchos conciertos, en junio de 1997, Resorte lanzó el álbum República de Ciegos.
Fueron momentos de la gestación del movimiento musical que se produjo en la primavera. Hubo una explosión musical pues la banda también mexicana, Molotov, lanzó su primer disco.
Participaron en varios festivales y conciertos para miles de personas. En septiembre de 1999, el grupo lanzó su segundo álbum XL, su lanzamiento representó un nuevo impulso a la banda y fue entonces cuando Resorte consiguió su primer salto a la fama, recibiendo la cobertura de su música en radio y televisión, además de alcanzar el Top 10 de MTV. Para entonces estaban abriendo conciertos para bandas de renombre internacional, tales como Limp Bizkit, Papa Roach y los legendarios Red Hot Chili Peppers.
En el año 2001, la banda contribuyó en la banda sonora de la película Atlético San Pancho con el tema "Poom". Este material también incluye canciones originales de bandas como Molotov, La Gusana Ciega, Lost Acapulco, Moderatto, entre otros. Ese tema también se incluye en el EP Versión 3.0.
A finales de 2002, Tavo participa en el álbum homónimo del grupo mexicano de hip-hop Cartel de Santa en la canción "Chinga a los racistas".
En mayo de 2006, Resorte participa en el festival Vive Latino y en noviembre en el Corona Music Fest.
En el año 2009 participa en el Foro Sol abriendo los conciertos de la banda norteamericana Metallica, donde su participación fue un éxito, teniendo muy buena respuesta de todos los espectadores a los cuales sorprendió con su manera de interpretar sus éxitos en un estilo inédito.
A partir del año 2010 la banda ha realizado diversos conciertos por varios de los estados de México.
En 2012 se ha presentado en Semana Santa en Playa Miramar de Tampico Madero al lado de Genitallica, en Hermosillo en el Expo Forum, en el indio KUKULCAN en Guanajuato junto a bandas nacionales como Cartel de Santa Y Genitallica,  también se presentó en el Cliche Concert con: La Gusana Ciega, Austin TV, Bengala y Vicente Gayo.  En San Luis Potosí se presentó con La Lupita, Los Concorde y Boxer.
El 1 de septiembre de 2014 lanza un nuevo sencillo en una innovadora plataforma digital titulado "Re_conecta2".
En 2017 por motivos desconocidos Tavo uno de los miembros fundadores, sale de la banda y forma su proyecto solista titulado T.R.E.S, Resorte recluta a Tetes y Tore de Here Comes the Kraken como músicos provisionales y después de un año se unen como miembros oficiales Chopper de Evil Entourage en la guitarra y más adelante Andrei Pulver de Lack of Remorse en la voz.
En 2018 participaron en la banda sonora de la película documental del equipo de fútbol mexicano Club Deportivo Guadalajara titulada "Chivas: La Película" con el tema "Rayas y mil batallas", la cual se encuentra disponible en Spotify.
En el 2019 se anuncia la salida del 4 disco y el primero en 17 años llamado “Zombie”.
El 1 de mayo de 2020 Gustavo Limogni (alias Tavo Resorte), fundador y exguitarrista de la banda, falleció a los 52 años a causa de un infarto mientras dormía.
Posterior a esto, el 5 de junio de 2020 la banda publicó en forma de homenaje en la plataforma de Facebook un DVD grabado el 28 de enero de 2017 en el ahora extinto bar "Caradura" en la Ciudad de México.
En recientes conciertos se han interpretado en vivo 2 temas nuevos pertenecientes al nuevo álbum (Zombie),
La homónima y "Vienen Por Ti".

## Miembros
- Andrei Pulver (voz) 2018-presente
- Juan Chávez (voz y bajo) / 1996–presente
- Gabriel "Queso" Bronfman (segunda voz y bajo) / 1999 - 2001, 2007 - presente
- Ulises Sanchez "Chopper" (guitarra) 2018 - presente
- José Macario (guitarra) 2022 - presente
- Omar Avley (Batería) 2023 - presente.

## Miembros anteriores
- Gerardo Lopez (batería)/1996
- Carlos "Charal" Sánchez (batería) / 1995–1999, 2007–2023
- Gustavo Limongi "Tavo" (voz y guitarra) / 1996–2020 ✝
- Set set (bajo) 1997. Álbum República de Ciegos
- Patricio Chapa Elizalde "Pato Machete" (voz) vocal principal de Control Machete. Álbum Rebota f=kx 2002-2006
- Enrique Camacho "Chango" (batería). Álbum Rebota f=kx 2001-2006
- Tetes (voz) 2017
- Tore González (guitarra) 2017

## Discografía

### Álbumes
- República de Ciegos (1997).
- XL (1999).
- Rebota (F = KX) (2002).
- República Zombie  (2024).

### EP
- Versión 3.0 (2000)

Lista de canciones
1. I See You Baby (Groove Armada cover)
2. Aquí no es Donde (remix)
3. Poom! (Atlético San Pancho BSO)
4. Puro Rock (remix)
5. Foxy Lady (Jimi Hendrix cover)
6. Reflejo

### Sencillos
- Caliente (1999)
- Puro Rock (1999)
- Aquí no es donde (2000)
- Re-conecta2 (2014)

Otros
- Que Te Pasa? Estas Borracho: Tributo A Hombres G - con la canción "Esta es tu vida"[6]